# Leptomyrmex darlingtoni
Leptomyrmex darlingtoni är en myrart som beskrevs av Wheeler 1934. Leptomyrmex darlingtoni ingår i släktet Leptomyrmex och familjen myror.

## Underarter
Arten delas in i följande underarter:
- L. d. darlingtoni
- L. d. fascigaster
- L. d. jucundus

## Bildgalleri

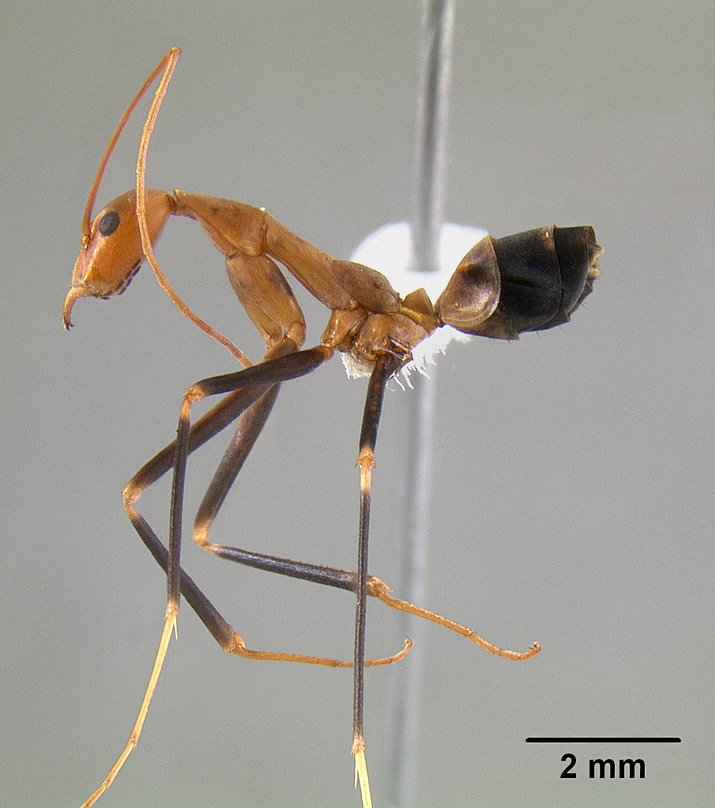